# Мадагаскарски игуани
Мадагаскарските игуани (Opluridae) са семейство влечуги от разред Люспести (Squamata).
Включва два рода с осем вида гущери, разпространени на Мадагаскар и Коморските острови. То се обособява от близкото семейство Игуанови (Iguanidae) преди 165 милиона години, малко преди отделянето на Мадагаскар от Африка.

## Родове
Семейство Opluridae – Мадагаскарски игуани
- Chalarodon
- Oplurus